# Kanadische Badmintonmeisterschaft 2020
Die Kanadische Badmintonmeisterschaft 2020 fand vom 29. Januar bis zum 1. Februar 2020 in Winnipeg statt.

## Medaillengewinner
| Disziplin    | Gold                            | Silber                             | Bronze                            |
| ------------ | ------------------------------- | ---------------------------------- | --------------------------------- |
| Herreneinzel | Jason Ho-Shue                   | Br Sankeerth                       | Brian Yang                        |
| Dameneinzel  | Rachel Chan                     | Brittney Tam                       | Wendy Zhang                       |
| Herrendoppel | Jason Ho-Shue Nyl Yakura        | Jonathan Lai Ty Alexander Lindeman | Philippe Charron Maxime Tétreault |
| Damendoppel  | Rachel Honderich Kristen Tsai   | Catherine Choi Josephine Wu        | Crystal Lai Wendy Zhang           |
| Mixed        | Joshua Hurlburt-Yu Josephine Wu | Jonathan Lai Talia Hailey Ng       | Duncan Yao Crystal Lai            |